# Ernst Hasse
Ernst Hasse, född 14 februari 1846 i Leulitz vid Leipzig, död 12 januari 1908 i Leipzig, var en tysk statistiker och politiker.
Hasse blev 1875 direktör för Leipzigs statistiska kontor och 1886 även e.o. professor i kolonialpolitik vid Leipzigs universitet samt var 1893–1903 representant för Tyska nationalliberala partiet i tyska riksdagen. Han var från 1894 president för det pangermanistiska Alldeutscher Verband.